# Корнієнко Василь Петрович
Василь Петрович Корніє́нко (*4 квітня 1923, с. Глибоке, Славгородського повіту, Омської губернії  — †14 листопада 1994, м. Київ, Україна) — український вчений, економіст, науковий діяч в галузі економічної теорії, доктор наук, професор, автор концепції про товарну форму робочої сили в умовах соціалізму.
Кавалер Ордена Вітчизняної війни II ступеня (1945) і I ступеня (1985), Лицар ордена Богдана Хмельницького (Україна) III ступеня (посмертно — 1999 р.)

## Біографія

### Перші роки життя
Народився 4 квітня 1923 року в селі Глибоке (зараз це територія Карасукского району Новосибірської області), в українській селянській родині, з роду Корнієнків. Батько — Корнієнко Петро Тихонович, мати — Корнієнко Надія Яківна. 1938 року закінчив школу і вступив до Омського педагогічного училища. Після закінчення училища викладав математику в сільській школі. 1941-го був покликаний в армію.

### Воєнні роки
Воював на Волховському фронті.
1942 рік — гвардії старший лейтенант першої роти окремого лижного батальйону 32-ї бригади.
1943 рік — командир окремої роти автоматників 3 с. п. /190 с. д. При прориві блокади Ленінграда Корнієнко, командуючи ротою автоматників, підтримував вогнем автоматів наступ наших частин під населеним пунктом Макаріївская пустинь. Двічі був поранений, втратив праве око. Нагороджений Орденом Вітчизняної війни І ступеня, Орденом Вітчизняної війни ІІ ступеня, медаллю «За оборону Ленінграда», медалями «За оборону Москви», «За оборону Радянського Заполяр'я». Його подвиг описаний в книзі «Подвиг народу» [Архівовано 14 квітня 2010 у Wayback Machine.]

### Післявоєнні роки
1945 до 1950 рр. — студент Ленінградського державного університету, економічного факультету. Відмінник навчання, стипендіат державної Жадановської стипендії.
1950 р. до 1953 рр. — аспірант кафедри політичної економії Ленінградського державного університету. 1953 року захищає кандидатську дисертацію на тему: «Диференційний дохід в радгоспах і його розподіл».

### Викладацька та наукова діяльність
1954—1962 рр. — завідувач кафедри політекономії Ленінградського оптико-механічного інституту. З 1963 року живе і працює в Україні.
1963 р. захищає докторську дисертацію.
1963 —1966 рр. — завідувач кафедри політекономії Київського інституту інженерів цивільної авіації.
1966—1971 рр.— завідувач відділу політекономії Інституту економіки АН УРСР (Об'єднаний інститут економіки НАН України).
1971–1994 рр. (до останнього дня) на викладацькій роботі — професор кафедри політекономії (економічної теорії) Київського інституту народного господарства (Київського національного економічного університету і́мені Вади́ма Гетьмáна) (КНЕУ).

### Наукові ступені та вчені звання
- Кандидат наук (1953)
- Доктор наук (1964)
- Старший науковий співробітник (1953)
- Доцент (1955)
- Професор (1965)

## Наукові погляди

### Наукові погляди. Дослідження
Наукову діяльність розпочав у 1953 році. Перші роботи присвячені вивченню диференціального рентного доходу і його розподілу. З 1956 року починає вивчати проблеми товарних відносин. З 1958 року займається дослідженням суспільного поділу праці, а також питаннями вивчення власності в умовах соціалізму. Досліджуючи проблеми суспільного поділу праці, товарних відносин та власності сформулював головне положення свого дослідження: концепцію про товарну форму робочої сили в умовах соціалізму. В 1956 році він виступає проти існуючої в той час тези про те, що праця товаровиробника є безпосередньо суспільною: 
|  | Праця, продуктуюча товари не може бути безпосередньо суспільною. Товарообмін і, звичайно, абстрактна праця при будь-яких суспільно-економічних умовах є формою прояву суспільного характеру праці, яка не є безпосередньо суспільною: безпосередньо суспільна праця і абстрактна праця — це дві прямо протилежні форми вираження суспільної праці. |

 Важливим було виявлення В. П. Корнієнком коренів товарності робочої сили у самій державній власності. Він відкриває протиріччя між працею у державному секторі і всезагальною працею. Велике значення мало заперечення ним, панувавшого у той час, положення про державну власність, як вищу форму загальнонародної власності. «Необхідно розмежувати дві форми загальнонародної власності: по-перше, державну, чи соціалістичну, по-друге, безпосередньо загальнонародну, чи комуністичну. Відмінність соціалістичної власності від комуністичної власності полягає в тому, що вона належить державі, опосередковується державою». Через опосередковану власність і її приналежність державі, автор потім і прийшов до невизнання власності соціалістичної. Висновки Корнієнко про товарну форму робочої сили при соціалізмі підривало базові основи економічної теорії соціалізму.

### Робоча сила як товар
Основна ідея його вчення, зводилася до того, що і в умовах соціалізму робоча сила є товаром. Погляди Василя Корнієнка почали формуватися ще в середині 50-х років. Але реальний конфлікт з ідеологією, яка панувала в суспільстві, вибухнув у 1966 році. У той час в Інституті економіки Національної академії наук України проходила дискусія про механізм регулювання соціалістичного виробництва. Будучи у той час завідувачем відділу політичної економії Інституту, Василь Петрович публічно поставив питання про товарність робочої сили. 
|  | «Теорія і практика постійно вимагають постановки і обговорення питання про „товар робоча сила“ в умовах соціалізму. Відомо, що при капіталізмі існування найманого працівника означає, що робоча сила є товаром. В умовах соціалізму мають місце і визнаються відносини найму. Але при цьому, заперечується робоча сила як товар. Це аж ніяк не діалектичне протиріччя». |

 В умовах жорсткої командно-адміністративної системи управління, це був серйозний виклик правлячому режиму.
В рамках дискусії у вересневому номері журналу «Економіка Радянської України» за 1966 рік була опублікована його стаття «Економічна реформа та методологічні проблеми політичної економії», що вийшла у співавторстві з Ю. М. Пахомовим. Стаття викликала широкий резонанс серед представників економічної науки того часу. Авторів звинуватили у нелояльності до радянської влади. В журналі «Питання економіки» було опубліковано лист, якого підтримала і редакція журналу. Зокрема, в листі було написано: «В. Корниенко и Ю. Пахомов, очевидно, не согласны с тем, что социалистическое государство есть государство рабочих и крестьян, ибо в противном случае нельзя было бы представить, что трудящиеся продают свою рабочую силу сами себе в лице своего государства» Василь Петрович Корнієнко потрапляє до числа неблагонадійних. Його персональну справу розглядають в ЦК КПУ, «рекомендують» відмовитися від своїх поглядів. Але вчений виявляється непохитний. Його звільняють від завідування відділом і незабаром звільняють з інституту..
У 1974 році Василь Петрович здійснив повторну спробу прорватися в друк зі своїми ідеями у книзі «Особиста власність як соціалістичні виробничі відносини»,. Тут він відстоює сформульовану раніше концепцію про те, що і в умовах соціалістичного способу виробництва робоча сила (тобто здатність людини до праці) є товаром, і робить висновок: «Визначальне значення має хто і з якою метою купує робочу силу». У книзі були відзначені дві найважливіші особливості: по-перше, визнання робочої сили товаром в умовах соціалізму, а, по-друге, невизнання розвиненого соціалізму. Весь тираж книги був знищений. Залишилися лише екземпляри, що надійшли до бібліотеки. А автор знову піддався гонінням. Було заборонено його видавати. Все, що дозволялося вченому — це читати строго нормативний курс лекцій. Його діяльність суворо відстежувалася.
Наступного разу автору вдалося оприлюднити свою ідею лише в 1983 році в матеріалах наукової конференції в Уфі і в колективній монографії 1985 року.
Тільки в 1990 році була опублікована стаття: Корнієнко В. П. «Товарні відносини і форма робочої сили при соціалізмі»., в якій В. П. Корнієнко зміг висловити свій головний науковий висновок про те, що «єдиним товарообразуючим фактором в умовах соціалізму є, в кінцевому рахунку, особиста власність», а не колгоспно-кооперативна. Зі змісту статті випливало, що особистою власністю Корнієнко називав не предмети споживання, а робочу силу.
В останні роки свого життя Василь Петрович працював професором на кафедрі політичної економії (економічної теорії) Київського економічного Університету, керував аспірантами, був науковим консультантом докторських дисертацій. Серед його дисертантів були:
- Черняк Володимир Кирилович  — доктор економічних наук, професор. Народний депутат СРСР (1989—1991), народний депутат України III (1998—2002) та IV (2002—2006) скликань.
- Плотніков Олексій Віталійович — доктор економічних наук, професор, заслужений економіст України, народний депутат України V (2006—2007) та VI (2007—2012) скликань.

На відміну від політичних дисидентів, Василь Петрович не пройшов в'язниці і табори. Будучи економістом, він хотів, перш за все, змінити економічну систему суспільства. Будучи вченим, який послідовно відстоює свої погляди, він категорично не прийняв ті зміни, які принесла перебудова. При цьому, він поважав погляди інших учених, навіть якщо вони не збігалися з його власними.

## Шанування
2007 року народний депутат України Плотніков О. В. подав до Верховної Ради України Проект Постанови про відзначення 85-річчя з дня народження В. П. Корнієнка № 1164 від 11.12.2007. Через упередженість членів профільного комітету Постанова не набула чинності.

## Наукові праці
1. Корнієнко В. П. Про соціальну природу диференціальної ренти при соціалізмі // Вестн. Ленингр. ун-та. — 1954. — № 3.
2. Корнієнко В. П. Про природу праці, що створює товари при соціалізмі // Вестн. Ленингр. ун-та. — 1956. — № 23.
3. Корнієнко В. П. Суспільний поділ праці при соціалізмі // Наукові праці кафедри політичної економії Ленінградського інституту точної механіки і оптики. — Л. — 1958. — Вип. 40.
4. Корнієнко В. П. Соціалістична власність // Наукові праці кафедри політичної економії Ленінградського інституту точної механіки і оптики. — Л. — 1958. — Вип. 40.
5. Корнієнко В. П. Суспільний поділ праці і державна власність в період переходу до комунізму // Вчені записки кафедр суспільних наук вузів Ленінграда. Вип. V. Політична економія. — Л. — 1962.
6. Корнієнко В. П. Суспільний поділ праці в період переходу до комунізму // Наукова монографія. — Москва: Экономиздат, 1963.
7. Корнієнко В. П. Основні риси суспільної соціалістичної власності // Економіка Радянської України. — 1966. — № 6.
8. Корнієнко В. П., Пахомов Ю. Н. Економічна реформа і методологічні проблеми політичної економії // Економіка Радянської України. — 1966. — № 9.
9. Корнієнко В. П. Робоча сила як об'єкт відносин соціалістичної власності. Соціально-економічні проблеми робочої сили за соціалізму // Тези доповідей. — Л. — 1972.
10. Корнієнко В. П. Особиста власність як соціалістичні виробничі відносини // Наукова монографія // Київ: Вища школа, 1974.
11. Корнієнко В. П. Тези виступу на науковій конференції. — Уфа, 1983.
12. Корнієнко В. П. Розділ у колективній монографії кафедри політичної економії Київського Інституту Народного Господарства. — Київ, 1985.
13. Корнієнко В. П. Стаття в журналі «Питання економіки». — 1988.
14. Корнієнко В. П. Товарні відносини і форма робочої сили при соціалізмі // Економічні науки. — М. — 1990. — № 3.